# Werneck
Werneck è un comune tedesco in Bassa Franconia di 10 607 abitanti, situato nel land della Baviera.